# Przeplot (teletransmisja)

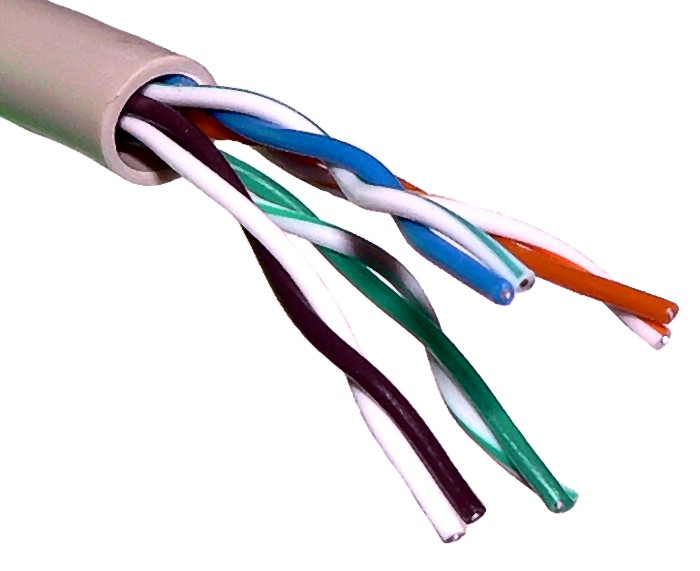
Przeplot

Przeplot – sposób układania drutów w linii teletransmisyjnej napowietrznej (najczęściej telefonicznej, na łączach międzymiastowych) charakteryzujący się zmianami w ich wzajemnym położeniu wzdłuż linii.
Z reguły 2 lub 4 druty tworzące zestaw są prowadzone razem, jednak zamiast prowadzić je równolegle, co pewną odległość obraca się zestaw o pewien kąt, bądź na odcinku pomiędzy słupami (np. jeśli jest to para, w której jeden drut jest na górze, drugi na dole, to na następnym słupie będzie to para lewa–prawa; jeśli czwórka, to na jednym słupie w położeniach lewa/góra, prawa/góra, prawa/dół, lewa/dół są przewody 1,2,3,4, a na następnym 2,3,4,1), bądź na samym słupie (dwa zestawy izolatorów, zmiana kolejności drutów między tymi zestawami). Odległość, co jaką obraca się zestaw przewodów, jest inna dla każdego zestawu.
Stosowanie przeplotu służy do zmniejszenia przesłuchu – znak sygnału przesłuchu na części odcinków linii jest przeciwny, niż na innej ich części, dzięki temu sygnały przesłuchów się odejmują. W ramach czwórek przesłuch jest eliminowany przez stosowanie sygnału antysymetrycznego i symetrię umieszczenia przewodów, co pozwala nie wykonywać przeplotu wewnątrz czwórek.
Obecnie przeplot ma coraz mniejsze zastosowanie, ponieważ teletransmisja coraz częściej używa światłowodów, lecz jeszcze często można go zauważyć na liniach telefonicznych przy kolei lub na wsi.